# 23andMe
23andMe ist ein US-amerikanisches Unternehmen im Bereich der Biotechnologie. Es bietet Untersuchungen eines Teils des Genoms für Privatpersonen an. Sitz des Unternehmens ist Sunnyvale, Kalifornien. Es befindet sich in der Insolvenz.

## Unternehmen
Das Unternehmen wurde im April 2006 von Linda Avey, Paul Cusenza und Anne Wojcicki, bis 2015 Ehefrau des Google-Mitgründers Sergey Brin, gegründet. Der Name des Unternehmens bezieht sich auf die 23 Chromosomenpaare eines Menschen. Zu den Wagniskapitalgebern gehört u. a. die Google Inc., die 2007 3,9 Millionen USD investierte. Im wissenschaftlichen Beirat sitzen sieben Professoren verschiedener US-amerikanischer Hochschulen. Linda Avey verließ das Unternehmen 2009.
Seit Dezember 2007 bietet das Unternehmen Privatpersonen eine Untersuchung ihrer genetischen Informationen an. Das Angebot richtete sich zunächst nur an Kunden aus den USA, wurde jedoch mit der Zeit auf zahlreiche andere Länder ausgeweitet. Es ist unter anderem in Deutschland, Österreich und der Schweiz verfügbar. (Stand Januar 2019) In mehreren Stufen wurde der Preis von anfangs $999 auf $99 zuzüglich Versandkosten gesenkt (Stand Januar 2019). Das Unternehmen analysierte bis Februar 2018 Gene von über drei Millionen Kunden.
In der eingesendeten Speichelprobe werden Abschnitte des menschlichen Erbguts, die Einzelnukleotid-Polymorphismen ausweisen und die persönlichen Merkmale ausmachen, untersucht. Es werden Gesundheitsreports und Hinweise zur regionalen Herkunft der Vorfahren erstellt. Das Unternehmen betreibt eigene Forschung. Die Kunden können einen Beitrag zur Forschung leisten, indem sie Daten aus Umfragen zur Verfügung stellen und die genetischen Daten mit weiteren persönlichen Daten verbinden. Bis 2024 wurden über 270 von Experten begutachtete Veröffentlichungen hervorgebracht, die neue genetische Erkenntnisse über Krankheiten liefern.
Im Juni 2010 berichtete der Blog The Great Beyond des wissenschaftlichen Fachmagazins Nature, dass 23andMe Daten bzw. DNA-Proben von 96 Kunden verwechselt hatte.
Die Gesundheitsanalyse wurde 2013 zeitweise nicht mehr angeboten, weil die FDA dies dem Unternehmen untersagte.
Analysen zur genetischen Abstammung sowie die rohen DNA-Daten wurden weiterhin zur Verfügung gestellt.
Seit 2015 werden Gesundheitsanalysen wieder angeboten.
2013 erhielt das Unternehmen das Patent für ein Verfahren, das Vorhersagen für ein Wunschkind erlaubt.
Im Juli 2013 wurde durch einen 23andMe-Kunden ein Fehler in den Algorithmen gefunden; daher wurde eine schwere Krankheit diagnostiziert, die aber nicht in der DNA des Kunden zu finden war.
Seit dem Oktober 2023 werden im Darknet Genomdaten von 23andMe-Kunden in großer Zahl angeboten, wenn diese ihre Zugangsdaten in gleicher Weise bei zuvor kompromittierten anderen Internetplattformen einsetzten.
Im September 2024 kam es zum mehrheitlichen Rücktritt des Vorstands. Wojcicki wollte das Unternehmen privatisieren. Das Unternehmen hat DNA-Daten von rund 15 Millionen Kunden.
Am 23. März 2025 erklärte sich das Unternehmen für insolvent. Am 19. Mai 2025 gab Regeneron Pharmaceuticals bekannt, dass es für 256 Millionen Dollar das Kerngeschäft von 23andMe erwarb (Personal Genome Service, Total Health and Research Services und die Biobank).

## Kritik
Von Selbsthilfegruppen wurde kritisiert, dass das Ergebnis nur über Internet und nicht persönlich vermittelt wird. Datenschützer befürchten, dass Arbeitgeber und Krankenkassen derartige Daten erhalten könnten. Wissenschaftler kritisieren außerdem, dass das Risiko für bestimmte Krankheiten nicht allein durch die genetische Disposition bestimmt wird, sondern auch – oftmals sogar überwiegend – durch die Lebensweise (z. B. Ernährung, Bewegung). Darauf weist 23andMe allerdings bei allen Ergebnissen jeweils deutlich hin.